# Prefectura de Kanem
La prefectura de Kanem fou una subdivisió administrativa del Txad que va existir fins al 2002 quan fou substituïda per una regió amb el mateix nom i pràcticament identica.
Tenia una superfície de 114.520 km² i una població (1993) de 279.927 habitants. La capital era Mao.